# Wawrzyniec (antypapież)
Wawrzyniec (zm. w 507/508) – antypapież w okresie od 22 listopada 498 do lutego 499 oraz od 501 do 506.

## Życiorys
Był archiprezbiterem Kościoła rzymskiego. W dniu 22 listopada 498 doszło do podwójnej elekcji, gdzie wybrany został Wawrzyniec oraz prawowity papież Symmachus. Okres, w jakim Wawrzyniec był antypapieżem, to czas tak zwanej schizmy akacjańskiej Za Symmachusem opowiedziała się większość kleru, natomiast po stronie Wawrzyńca stanęła większość arystokracji. Wówczas obaj zwrócili się z prośbą o arbitraż do króla Teoderyka I. Teodoryk opowiedział się po stronie Symmachusa, na co Wawrzyniec początkowo przystał i został biskupem Nucerii.
W 501 roku zwolennicy Wawrzyńca skierowali pod adresem Symmachusa, oskarżenia o charakterze osobistym, co skłoniło króla do zwołania synodu. 23 października 502 roku synod oczyścił papieża ze wszystkich zarzutów, lecz przychylny antypapieżowi tłum opanował ulice Rzymu, zatem Teodoryk zezwolił na powrót Wawrzyńca z Rawenny. Osiadł on w Pałacu Laterańskim, a Symmachusa wygnał z miasta. Na jesieni 506 roku Teodoryk postanowił jednak przywrócić prawowitego papieża, na Tron Piotrowy, natomiast Wawrzyniec opuścił Rzym i osiadł na wsi gdzie wkrótce potem zmarł.